# Windmühle Johanna

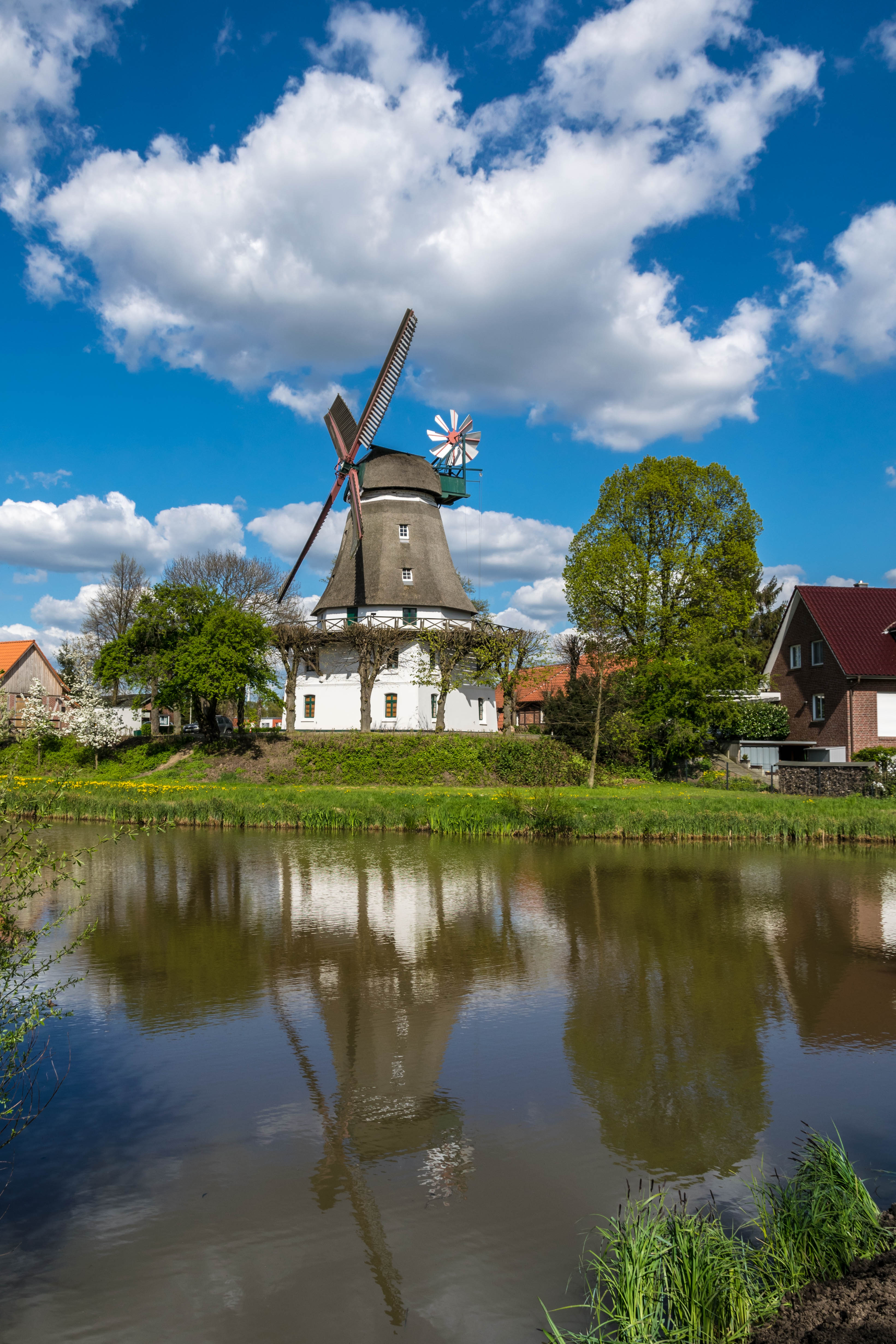
Windmühle „Johanna“

Die Windmühle Johanna ist eine denkmalgeschützte Holländerwindmühle im Hamburger Stadtteil Wilhelmsburg. Sie wurde in ihrer heutigen Form 1875 errichtet, eine Windmühle an diesem Ort ist aber schon seit 1585 bekannt. Bis 1960 wurde auf „Johanna“ noch Korn gemahlen. Heute wird sie als Denkmal des bäuerlichen Wilhelmsburg erhalten.
Die Windmühle liegt erhöht auf einem Deich oberhalb eines verzweigten Systems aus Gräben und Teichen, die zur Wilhelmsburger Dove Elbe gehören. Zusammen mit dem historischen Fachwerk-Müllerhaus bildet sie ein geschlossenes Ensemble, das durch ein 2013 nach historischem Vorbild und in traditioneller Fachwerkbauweise errichtetes Backhaus ergänzt wird. Zwischen Mühle und Backhaus bietet ein gepflasterter und mit einigen Bäumen bepflanzter Platz Freifläche, die für den Sommergarten des Mühlencafés, aber auch als Stellfläche für Stände bei den Mühlenfesten genutzt wird.

## Geschichte

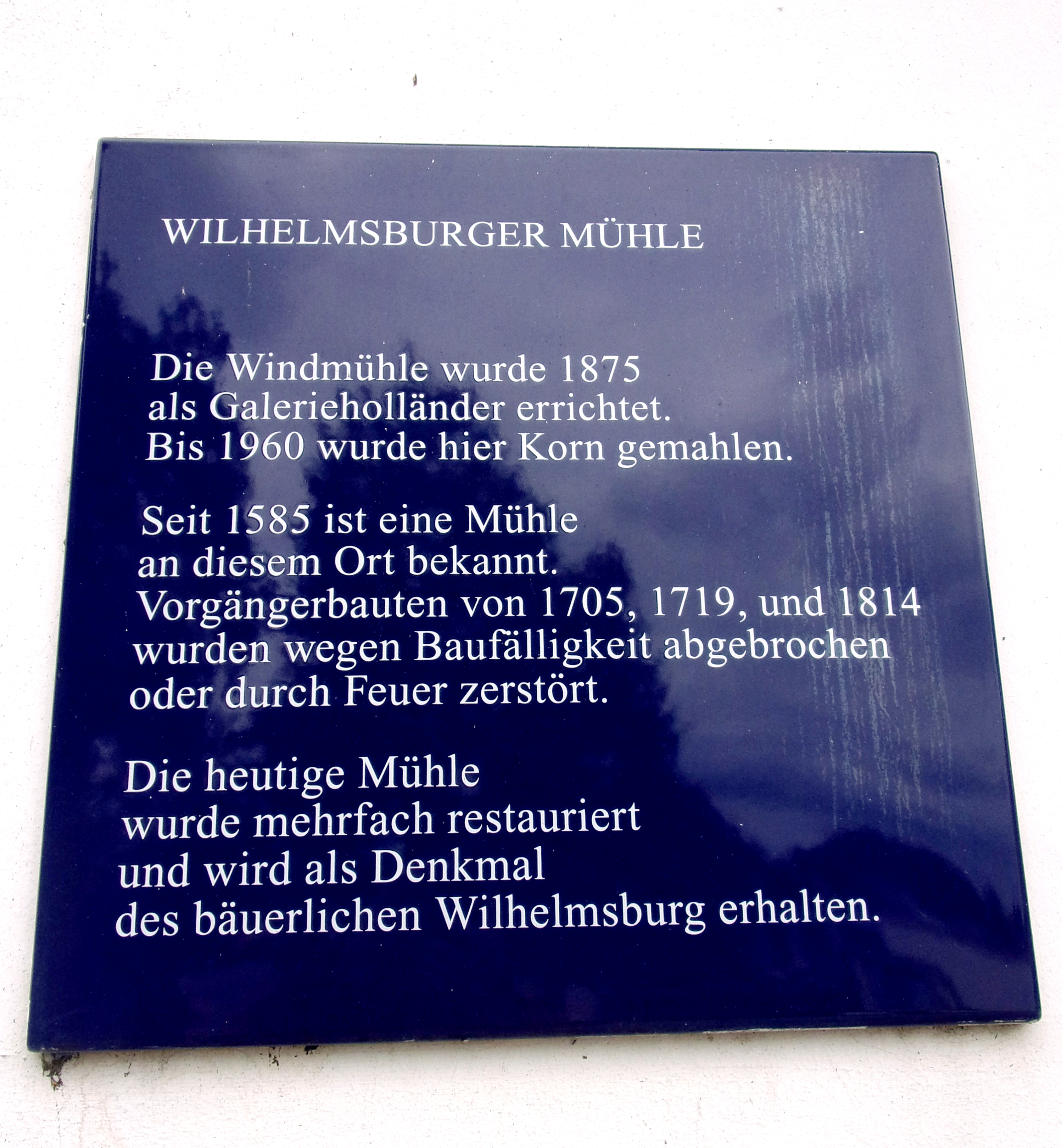
Windmühle „Johanna“ in Wilhelmsburg

Die heutige Windmühle an der Schönenfelder Straße 99a ist die fünfte Windmühle an diesem Standort. 1991 wurde im Staatsarchiv Hannover ein Schriftwechsel zwischen Herzog Otto II. von Braunschweig und Lüneburg in Harburg und seinem Vetter und regierenden Fürsten, Herzog Wilhelm (der Jüngere) von Braunschweig und Lüneburg in Celle entdeckt. Demnach errichtete Ritter Otto X. Grote 1585 eine Bockwindmühle auf der Insel Stillhorn (heute Teil von Wilhelmsburg). Durch diese Neuerung würde auch der Mühle in Harburg ein merklicher Abbruch und Schaden entstehen.

### Erste Windmühle (1585–1705)
Die erste „Wilhelmsburger“ Mühle wurde als Bockwindmühle zwischen dem 17. Juli und 31. August 1585 auf dem Schönenfelde der Insel Stillhorn errichtet. Mit Schreiben vom 24. September 1585 teilt Otto Grote Herzog Wilhelm mit, dass die Stillhorner seit altersher keinem Mühlenzwang, weder in Harburg noch sonst wo, unterlägen. Vielmehr haben sie je nach Gefallen mal in Hamburg, Bergedorf oder auch in Harburg mahlen lassen. Ein Mühlenzwang in Harburg wäre besonders zur Winterszeit bei Eisgang auf der Elbe nur unter Lebensgefahr zu erfüllen. Es sei auch nicht richtig, dass die Stillhorner ihm Geld geboten hätten, um den Bau der Windmühle zu verhindern. Vielmehr hätten sie ihm das Geld geliehen, um den Bau zu ermöglichen. Weiter führt Otto Grote an, dass er den Stillhorn mit hohem und niederem Gericht von seinem Herrn, Graf Adolf von Holstein-Schauenburg, als Lehen empfangen habe. Herzog Wilhelm sei somit nicht berechtigt, Weisungen an ihn zu erteilen. Nach 120 Jahren wurde die Mühle baufällig und wurde abgerissen.

### Zweite Windmühle (1705–1718)
An derselben Stelle wurde 1705 eine zweite Bockwindmühle erbaut, sie fiel 1718 einem Feuer zum Opfer.

### Dritte Windmühle (1719–1813)
Im Jahr 1719 wurde die Bockwindmühle wieder aufgebaut. Napoleonische Truppen belagerten Hamburg und brannten am 9. März 1813 die Mühle und die Müllerwohnung nieder, ebenso wie die Mühlen auf der Veddel, in Ochsenwerder und Billwerder. Müller war zu dieser Zeit Henning Cordes, seit 1807 Besitzer der Mühle.

### Vierte Windmühle (1814–1874)
Im Dezember 1814 wurde erstmals ein Galerieholländer anstelle der niedergebrannten Bockwindmühle gebaut, der Ende des Jahres 1815 fertig gestellt war. Am 24. Oktober 1874 fing auch diese Mühle im oberen Bereich Feuer und brannte nieder. Besitzer und Müller war zu dieser Zeit der Sohn des verstorbenen Henning Cordes, Christoph Cordes, verheiratet mit der Tochter eines Hofbesitzers an der Kornweide. Im März 1840 bekamen sie einen Sohn, Wilhelm Cordes, der später Begründer und Direktor des Ohlsdorfer Friedhofs wurde.

### Fünfte Windmühle (seit 1875)

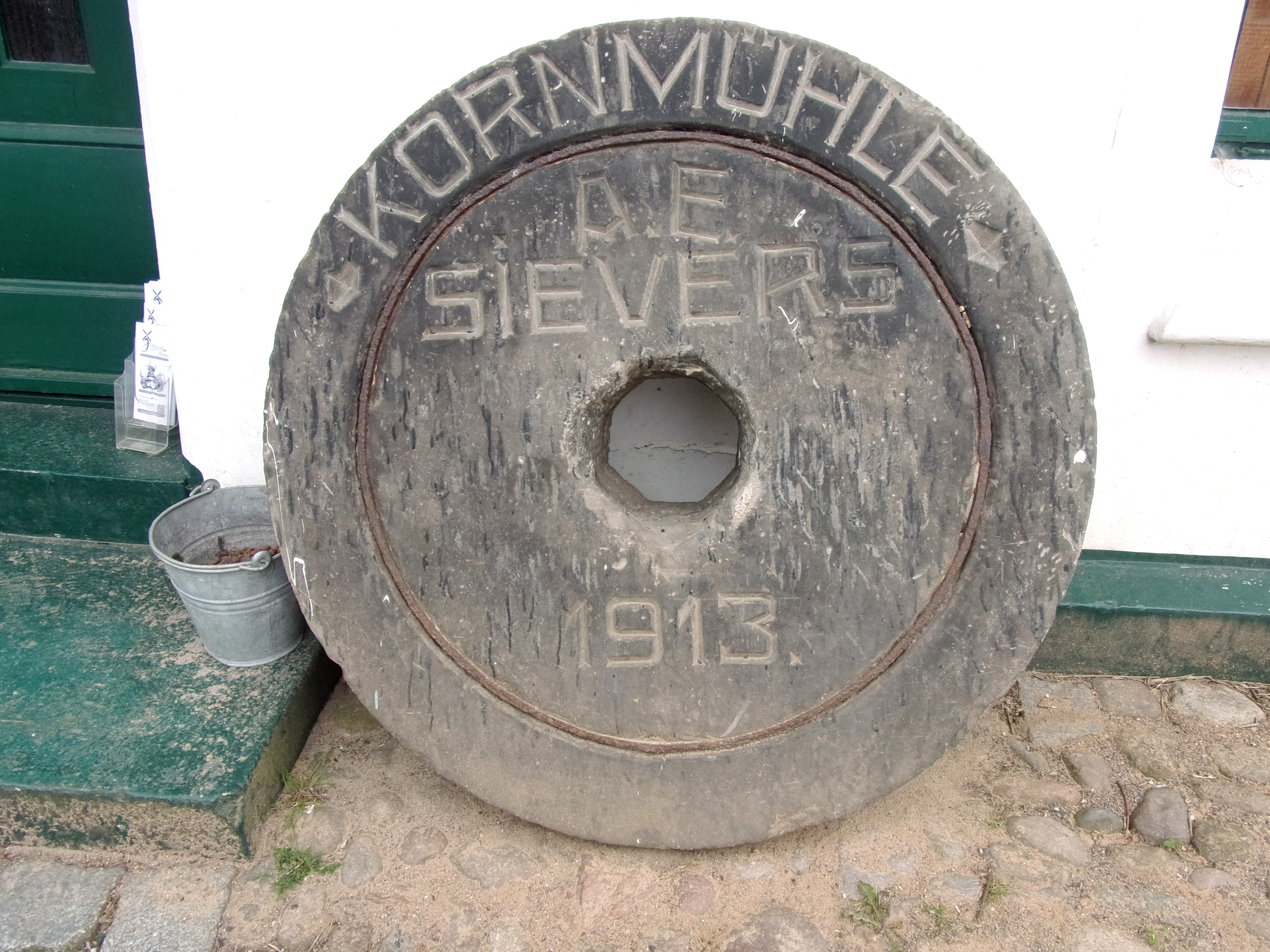
Windmühle Johanna, Mühlstein Erwin Sievers 1913

Nach dem Brand gab Christoph Cordes umgehend den Bau eines neuen Galerieholländers in Auftrag, der 1875 fertig gestellt wurde. Im Jahr 1886 verstarb Christoph Cordes und 1890 übernahm seine Tochter Marie Auguste mit ihrem Ehemann Karl Blohm die Mühle. 1907 gingen sie in Konkurs, und es folgten mehrere Eigentümerwechsel. Erwin Sievers war der letzte Müllermeister auf der Wilhelmsburger Mühle. Er fand keinen geeigneten Nachfolger und verkaufte die bereits 1941 als technisches Kulturdenkmal unter Schutz gestellte Windmühle am 12. April 1961 an die Freie und Hansestadt Hamburg. Die Verwaltung übernahm die für den hamburgischen Grundbesitz zuständigen Sprinkenhof AG. Es folgten mehrere Mieter und verschiedene Nutzungen, der bauliche Zustand verschlechterte sich zusehends. Mit Wirkung vom 1. Mai 1997 erwarb der Wilhelmsburger Windmühlenverein e.V. für 30 Jahre das Erbbaurecht an der Mühle. Der gemeinnützige Verein hat die Mühle von 1997–1998 und ergänzend 2000 vollständig restauriert und unterhält das denkmalgeschützte Gebäude. Anlässlich der Wiederinbetriebnahme der Mühle im Rahmen des 5. Deutschen Mühlentages 1998 wurde die Mühle erstmals in ihrer Geschichte getauft. Sie trägt seitdem den Namen Johanna. Namensgeberin und Taufpatin ist die 1904 geborene letzte Müllerin, Johanna Sievers. Ende des Jahres 2004 bekam eine neu angelegte Straße, die vom Fitgerweg im Westen in Richtung Windmühle verläuft und auf Höhe der Mühle und kurz vor dem Teich nach Süden abbiegt und in der Straße „Bei der Windmühle“ endet, den Namen Christoph-Cordes-Straße.

## Mühlentyp und Technik
Die Johanna ist ein typischer Galerieholländer. Der Sockel ist ein massiver, quadratischer Steinbau in weiß, darüber eine hölzerne Galerie. Über der Galerie ein weiterer, gleichmäßig oktogonaler Sockel für den hölzernen, reetgedeckten Aufbau, den Achtkant., ausgestattet mit Jalousieflügeln und einer Windrose. Durch öffnen oder schließen der Klappen wird die Windangriffsfläche entweder verkleinert oder vergrößert. Der Hauptantrieb, die Königswelle, die das große Stirnrad antreibt, befindet sich im Achtkant. Eine Etage darüber sind zwei funktionsfähige Sackaufzüge installiert, mit denen (nur bei drehender Mühle) Getreidesäcke aus dem Erdgeschoss in den Achtkant hochgezogen werden können. Sowohl die Königswelle als auch die Sackaufzüge sind seit der Restaurierung 1997/1998 wieder funktionstüchtig und werden regelmäßig in Gang gesetzt und vorgeführt. Die Mühle verfügt über vier Mahlgänge, wovon einer nur mit Windkraft, einer wahlweise mit Wind- oder Strom und einer mit einem gesonderten E-Motor angetrieben werden kann. Der vierte Mahlgang ist stillgelegt und eröffnet als sog. Schaumalgang einen Blick ins Innere.

## Regelmäßige Veranstaltungen und Pläne
Die Johanna nimmt am Deutschen Mühlentag teil, und der Wilhelmsburger Mühlenverein e.V. feiert und organisiert mit einem eigenen Programm das Wilhelmsburger Mühlenfest. Ein Busunternehmen fährt an diesem Tag die Johanna und weitere Mühlen in Hamburg und Umgebung an. In der Johanna darf auch geheiratet werden, denn die Mühle ist auch Hochzeitsmühle. Zusammen mit dem Standesamt des Bezirks Mitte finden Trauungen und auf Wunsch auch Hochzeitsfeiern statt. Jedes Jahr zu Ostern findet der Ostermarkt statt, im November wird das Schlachtfest gefeiert mit einem bereits geschlachteten Schwein, das pünktlich angeliefert wird. Im Erdgeschoss befindet sich das Mühlencafé, das zu bestimmten Zeiten geöffnet ist. Es gibt das Seniorencafé, Spieleabende oder den plattdeutschen Stammtisch „De Möhlensnackers“. Bei geeignetem Wetter wird auch auf dem Vorplatz Kaffee und Kuchen serviert. Langfristig und bereits in Vorbereitung ist die Mühle als außerschulischer Lernort mit pädagogischer Begleitung geplant, eine Ergänzung zum Sachkundeunterricht der Schulen, sowie der Aufbau eines Mühlenmuseums. Das zum Ensemble gehörende Backhaus wurde neu gebaut und konnte 2013 eröffnet werden. Das Gesamtensemble Wilhelmsburger Mühle mit dem Müllerhaus und dem neuen Backhaus, dem gepflasterten Vorplatz mit einer Halballee aus Kastenlinden in idyllischer Lage an einem kleinen Teich dokumentiert das bäuerliche Wilhelmsburg und ist zugleich technisches Kulturdenkmal.